# Burg Les Allymes
Die Burg Les Allymes (französisch Château des Allymes) im Weiler Les Allymes von Ambérieu-en-Bugey, einer französischen Gemeinde im Département Ain in der Region Auvergne-Rhône-Alpes, wurde im 14. Jahrhundert errichtet. Die Höhenburg ist seit dem 20. Juli 1960 als Monument historique ein geschütztes Baudenkmal und dominiert auf einer Anhöhe stehend die Ebene des Ain.

## Geschichte
Die Burg, die seit 1984 Eigentum der Gemeinde ist, wurde im 14. Jahrhundert als Fliehburg errichtet, um bei kriegerischen Auseinandersetzungen die Bevölkerung der umliegenden Dörfer zu schützen. Durch den Vertrag von Lyon im Jahr 1601 kam das Bugey und somit auch die Burg Les Allymes an Frankreich. René de Lucinge, zu dessen Lehen sie gehörte, trat nun in den Dienst des französischen Königs Heinrich IV.

## Beschreibung
Die mittelalterliche Burg, überwiegend aus Bruchsteinen gebaut, besitzt zwei Türme, die durch Kurtinen verbunden sind. Ab 1847 wurden von Adolphe de Tricaud d’Ambérieu, dem damaligen Eigentümer, Restaurierungsmaßnahmen unternommen und die Anlage vor dem Verfall gerettet. Ab 1964 fanden weitere Restaurierungsarbeiten und archäologische Grabungen statt, die erst im Laufe der 1970er Jahre abgeschlossen werden konnten. Die große Befestigungsmauer ist 90 Meter lang und endet an einem Wachturm. Der älteste Teil der Anlage ist ein Donjon, der um 1351 begonnen wurde. Der daran angebaute Wohntrakt stammt aus dem 16. Jahrhundert, eine Wendeltreppe verbindet die Stockwerke.